# Офіційні візити Президента Віктора Ющенка 2010
Список офіційних закордонних візитів та робочих поїздок в межах України, зроблених 3-м Президентом України Віктором Ющенком у 2010 році.

## 2010 рік
Список не включає поїздки, зроблені в межах міста Києва, де безпосередньо розташована резиденція Президента та його секретаріат, а також в аеропорт «Бориспіль», що знаходиться в Київській області.
Жовтим в списку окремо виділені закордонні візити.

### Січень
| Дата     | Країна чи область України | Місце    | Деталі |
| -------- | ------------------------- | -------- | --- |
| 3 січня  | Львівська область         | Плав'я   | Президент взяв участь у святковій літургіϊ з нагоди освячення храму Святого Архістратига Михайла. |
| 4 січня  | Тернопільська область     | Возилів  | Віктор Ющенко взяв участь у відкритті новоϊ школи в селі Возилів Бучацького району Тернопільськоϊ області. Під час перебування в Тернопільській області Президент провів робочу нараду з керівництвом Міністерства оборони та Генерального штабу ЗСУ.                                                                                                   |
| 11 січня | Чернігівська область      | Чернігів | Президент України Віктор Ющенко відвідав Чернігівське вище професійне училище побутового обслуговування, вишивальну майстерню, ознайомився з роботою обласного Центру медико-соціальної реабілітації дітей-інвалідів, відвідав Чернігівський державний педагогічний університет імені Т. Г. Шевченка, якому своїм Указом присвоїв статус національного. |

### Лютий
| Дата     | Країна чи область України | Місце | Деталі |
| -------- | ------------------------- | ----- | --- |
| 2 лютого | Івано-Франківська область | Калуш | Віктор Ющенко відвідав ДП «Калійний завод» ВАТ «Оріана». Президент України оглянув Домбровський кар'єр та хвостосховище (комплекс споруд для зберігання або захоронення радіоактивних, токсичних та інших відходів збагачення корисних копалин). |